# مباحثی از اقتصاد خرد پیشرفته
مباحثی از اقتصاد خرد پیشرفته کتابی از محمد طبیبیان است که در سال ۱۳۶۸ منتشر و در مراسم کتاب سال جمهوری اسلامی ایران به‌عنوان کتاب شایسته تقدیر معرفی شد.